# براندون بوغز
براندون بوغز (بالإنجليزية: Brandon Boggs)‏ هو لاعب كرة قاعدة أمريكي، ولد في 9 يناير 1983 في سانت لويس في الولايات المتحدة.

## وصلات خارجية
- براندون بوغز على موقع دوري كرة القاعدة الرئيسي (الإنجليزية)
- براندون بوغز على موقعبيزبول رفرنس.كوم (الدوري الرئيسي) (الإنجليزية)
- براندون بوغز على موقعبيزبول رفرنس.كوم (الدوري الثانوي) (الإنجليزية)
- براندون بوغز على موقع إي إس بي إن.كوم (أم.أل.بي) (الإنجليزية)
- براندون بوغز على موقع مشجعي الرسوم البيانية (الإنجليزية)